# يهودي بلاط ملكي
في أوائل أوروبا الحديثة، ولا سيما في ألمانيا، يهودي البلاط الملكي (ألمانية: Hofjude، اليديشية: оиз аид، بالحروف اللاتينية: معرف hoyf) أو عامل المحكمة (ألمانية: Hoffaktor، اليديشية: कаэтрат паэктаера، بالحروف اللاتينية: kourt faktor)، هو مصطلح يطلق على القادة اليهود الذين ارتقوا إلى مناصب النفوذ في بيوت النبلاء الأوروبية المسيحية. ظهرت الأمثلة التاريخية الأولى لما سيُطلق عليه لاحقًا "يهود البلاط" خلال عصر النهضة، عندما استخدم الحكام المحليون خدمات اليهود الأثرياء للحصول على قروض قصيرة الأجل. كما استخدمهم رعاة البلاط النبلاء كممولين ومستشارين وموردين ودبلوماسيين ومندوبين تجاريين. استخدم الممولين اليهود علاقاتهم العائلية والمجتمعية لتزويد رعاتهم بالقروض المالية والمؤن اللازمة، بما في ذلك الطعام والملابس والتوابل والأسلحة والذخيرة والمعادن الثمينة.